# 吳尚新

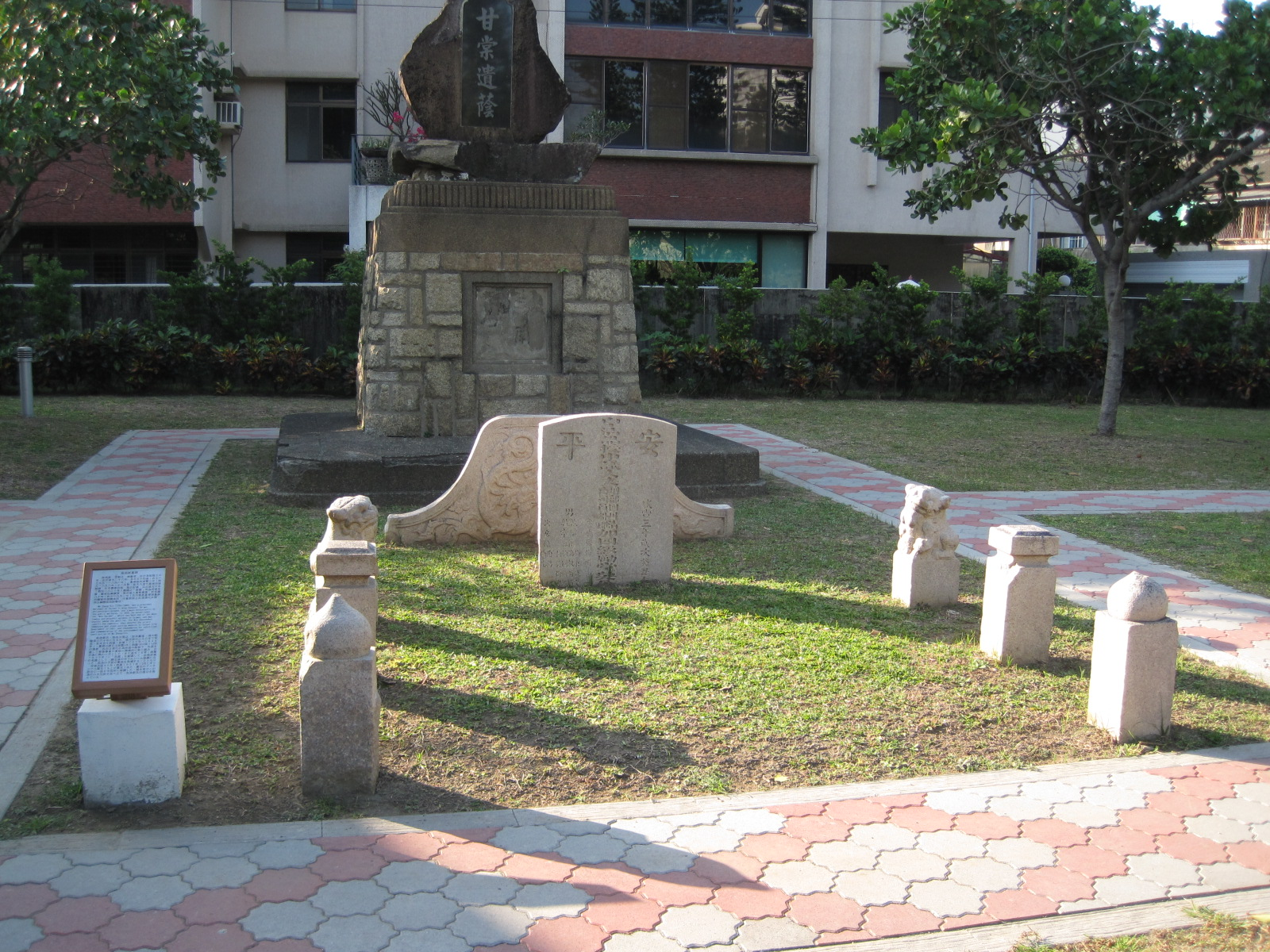
存放在臺南南門公園裡的吳尚新墓碑，相關文物在2017年時遷走。

吳尚新（1795年—1848年），名麟，字勉之，號勵堂，尚新是官名，為清乾隆至道光時人，是臺南市吳園的主人和布袋式鹽田的創始者。

## 生平
吳家開臺祖為吳國美，吳尚新之父吳春貴為其孫。吳尚新從嘉慶二十二年（1817年）開始執掌家業，而其父吳春貴於道光七年（1827年）逝世後，他正式繼承了主要從事配銷今臺南、嘉義地區的「吳恆記」食鹽販館而致富。在其父過世前，吳尚新在清道光四年（1824年）受臺灣知府鄧傳安之命，負責遷建毀於道光三年（1823年）曾文溪水患的第二代洲南鹽場到今嘉義縣布袋鎮新厝仔一帶。吳尚新在這次遷建工程中改良了原本鹽田的設計，在原本的「磚瓦埕」（結晶池）與「土埕」（小蒸發池）之外加上了「水埕」（大蒸發池）與「鹵缸」，因而使鹽產量增加。
完成洲南場遷建後，吳尚新的事業更為興隆，於道光九年（1829年）收購其宅邸北側的何斌舊居改建為園林，即今之吳園。他曾在道光十七年（1837年）參與捐款造一古鐘，獻給臺南北極殿。
其墓碑記載他於咸豐三年（1853年）十二月下葬。

## 吳尚新墓

### 土地糾紛
吳尚新墓原本位在今臺南市仁德區三甲子一帶，成大歷史系教授黃典權曾在1987年4月3日向內政部申請將吳尚新墓指定為古蹟，但最後並未指定。1990年時發生土地糾紛，當時的地主朱森永要求拆墓還地。據朱森永的說法，發生糾紛的四筆土地在日治時期的地主登記為「吳恆記」，二次大戰後因無人登記變成國有地，之後由蔡萬得繳清地價承領，輾轉變賣之後成為他的土地。朱森永表示吳尚新墓已經開棺撿骨，應為空墓，故請求拆遷墳墓歸還土地。
吳家後代代表吳源慶、吳建德、吳彥雄等人則表示因為這千餘坪土地在日治時期是不用繳稅的墓地，所以日後並未向臺南縣政府登記，且表示他們未聽說臺南市郊數萬墳墓在「光復」後有人向政府登記，領有墳墓所有權狀的情形。吳源慶等人並表示墳墓周邊一甲多的土地原本租給劉新變，1987年才賣給劉新變並在不動產買賣合約上言明不能侵犯吳家祖墳。但劉新變等人明知墳墓的存在卻隱瞞，使政府將墳墓土地也放領給佃農，最後土地幾經轉賣後才到朱森永手上。
據當時的新聞報導，吳源慶等人表示要向臺南縣政府「據理力爭」，且循法律土地駁回朱森永的拆墓還地請求。但最後吳家後代並未保住祖墳。

### 石碑文物
其後人整理墓園後，將墓碑與墓拱石構件於民國八十年（1991年）5月捐給臺南市政府，後來幾經輾轉之後安置於南門公園碑林。但由於社區民眾屢屢陳情反映，該墓碑已於2017年遷移至隆田石質文物典藏庫進行妥善保存。

## 其他
- 施瓊芳曾替他寫了〈中議大夫刑部員外郎吳公誌銘〉一文，收錄於《石蘭山館遺稿》[4]。